# Faycal Rherras
Faycal Rherras (Liegi, 7 aprile 1993) è un calciatore belga naturalizzato marocchino, difensore dell'Template:Calcio Ans.

## Caratteristiche tecniche
Gioca nel ruolo di terzino sinistro.

## Palmarès

### Club

#### Competizioni nazionali
- Tweede klasse: 1

Sint-Truiden: 2014-2015
- Campionato azero: 1

Qarabağ: 2019-2020